# This Is How It Should Be Done
This Is How It Should Be Done es una canción de TLC perteneciente a su álbum debut Ooooooohhh... On the TLC Tip (1992). Fue escrita en su totalidad por la integrante del grupo, Lisa "Left Eye" Lopes y Marley Marl. Esta es la primera canción en la que Lopes interviene como solista en la voz principal.
La canción contiene extractos de otras canciones de las décadas anteriores, tales como "I Know You Got Soul" de Erik B. & Rankim (1987), "Kool Is Back" de Funk, Inc. (1971), "Do The Funky Penguin (Part 2)" de Rufus Thomas (1971) y "We're a Winner" de Curtis Mayfield (1967).

## Personal
- Lisa "Left Eye" Lopes - voz principal, rap, composición
- Darren Lighty - teclado y programación
- Marley Marl - composición, arreglos
- TLC - voces de fondo